# Saison 6 de Psych : Enquêteur malgré lui
Chronologie
Saison 5 Saison 7
La sixième saison de Psych : Enquêteur malgré lui (Psych), série télévisée américaine, est constituée de seize épisodes diffusée du 12 octobre 2011 au 11 avril 2012 sur USA Network, aux États-Unis.

## Synopsis
Shawn Spencer, un jeune homme drôle et surtout futé, a développé durant son enfance un talent pour remarquer les moindres détails grâce à l'enseignement de Henry Spencer, son père, ancien policier. 
C'est ainsi qu'en grandissant, lorsqu'il est confronté à la dure réalité de l'emploi, ne parvenant pas à en trouver un qui lui plaise, il passe le plus clair de son temps à en changer et à donner des « tuyaux » aux inspecteurs de police par l'intermédiaire d'appels téléphoniques anonymes. À partir de là s'ensuit un énorme quiproquo : à la suite des nombreux « tuyaux » qu'il fournit aux inspecteurs, ces derniers commencent à le suspecter de perpétrer lui-même ces crimes. N'ayant pas d'autre solution pour se sortir de cette situation, il se justifie en prétendant posséder des pouvoirs psychiques de médium. Curieusement, les policiers qui refusaient de croire au don d'observation de Shawn, admettent assez facilement son « don médiumnique ».
Shawn aidera désormais la police dans ses enquêtes, avec les inspecteurs Carlton Lassiter, Juliet O'Hara et le chef Karen Vick qui fait appel à lui lorsque certaines affaires s'avèrent insolubles ou pas assez importantes pour que la police s'en occupe, selon le cas.
Shawn embarque son meilleur ami d'enfance, Burton « Gus » Guster, pour créer l'agence « Psych ». Ils vont alors tenter de résoudre chaque affaire en utilisant ses dons d'observation, camouflés en visions envoyées par des esprits. Gus est moins téméraire que Shawn et tous les deux se disputent souvent pour des détails pour le meilleur comme pour le pire…

## Distribution

### Acteurs principaux
- James Roday (VF : Guillaume Lebon) : Shawn Spencer
- Dulé Hill (VF : Lucien Jean-Baptiste) : Burton « Gus » Guster
- Timothy Omundson (VF : Gabriel Le Doze) : lieutenant chef Carlton Lassiter
- Maggie Lawson (VF : Laura Blanc) : lieutenant Juliet O'Hara
- Kirsten Nelson (VF : Véronique Augereau) : chef Karen Vick
- Corbin Bernsen (VF : Philippe Peythieu) : Henry Spencer, le père de Shawn

### Acteurs récurrents
- Skyler Gisondo (VF : Valentin Maupin) : Shawn Spencer (adolescent)
- Carlos McCullers (VF : Alexandre Nguyen) : Burton « Gus » Guster (enfant et adolescent)
- Sage Brocklebank (VF : Sébastien Finck) : officier Buzz McNab
- Kurt Fuller (VF : Jean-François Kopf) : Woody, Médecin légiste de la police de Santa Barbara
- Cybill Shepherd (VF : Annie Sinigalia) : Madeleine Spencer, la mère de Shawn

### Invités
- Malcolm McDowell (VF : Philippe Ariotti) : ambassadeur Fanshaw, diplomate britannique (épisode 1)
- Polly Walker (VF : Juliette Degenne) : Randa (épisode 1)
- Charlie Carrick (VF : Benoît DuPac) : Colin Hennessey (épisode 1)
- John Emmet Tracy (VF : Arnaud Arbessier) : Charles Wignall (épisode 1)
- Adam Beauchesne (VF : Vincent de Bouard) : le valet (épisode 1)
- Matthew Gumley (VF : Gwenaël Sommier) : Mason (épisode 1)
- Jessica Lucas (VF : Marie-Eugénie Maréchal) : Lilly Jenkins (épisode 2)
- Whit Hertford (VF : Patrice Dozier) : Donald (épisode 2)
- Jeff Hiller : Dwayne (épisode 2)
- Peter Kent (VF : Loïc Houdré) : Leroy Jenkins (épisode 2)
- Ed Lover (VF : Frantz Confiac) : lui-même (épisode 2)
- Ken Lawson (VF : Fabien Jacquelin) : le manager du motel (épisode 2)
- Kristy Swanson (VF : Pascale Chemin) : Marlowe Viccellio (épisodes 3 et 13)
- Corey Feldman : Thorn (épisode 3)
- Jesslyn Unwin : Nora (épisode 3)
- Joey McIntyre (VF : Damien Boisseau) : officier Reynolds (épisode 4)
- Miles Fisher : Reginald Parker, « La Mante Religieuse » (épisode 4)
- Danny Glover (VF : Richard Darbois) : Mel Hornsby, le manager (épisode 5)
- Michael Trucco (VF : Ludovic Baugin) : Cal Eason (épisode 5)
- Wade Boggs : lui-même (épisode 5)
- Ivan Wanis-Ruiz (VF : Gilduin Tissier) : Rodriguez (épisode 5)
- Brad Dourif (VF : Jean-François Vlérick) : Bernie Bethel, un millionnaire (épisode 6)
- Molly Ringwald (VF : Juliette Degenne) : l'infirmière McElroy (épisode 6)
- Julianna Guill (VF : Pauline de Meurville) : Vivian (épisode 6)
- Nate Mooney (VF : Sébastien Desjours) : Wendell (épisode 6)
- Gerard Plunkett (VF : Philippe Catoire) : Dr Elliot (épisode 6)
- Lisa Durupt : l'infirmière Fleming (épisode 6)
- William Shatner (VF : Bernard Tiphaine) : Frank O’Hara, le père de Juliet (épisode 7)
- Marc Evan Jackson (VF : Éric Legrand) : Sheldon Gates (épisode 7)
- Diora Baird : Nicole (épisode 8)
- Diedrich Bader (VF : Raphaël Cohen) : Eli (épisode 8)
- Carlos Jacott : Geoff (épisode 8)
- Suzanne Krull (VF : Sophie Arthuys) : Dot (épisode 8)
- Jason Priestley (VF : Luq Hamet) : Clive, un arnaqueur (épisode 9)
- Jennifer Finnigan (VF : Karine Texier) : Barbie, petite amie et complice de Clive (épisode 9)
- Tony Hale (VF : Antoine Schoumsky) : Jerry Kincaid, le patron d'une société d'import / export (épisode 9)
- Garry Chalk (VF : Sylvain Lemarié) : Houston Ray (épisode 9)
- Cary Elwes (VF : Bertrand Liebert) : Pierre Despereaux (épisode 10)
- Mädchen Amick (VF : Anne Rondeleux) : Jacqueline Medeiros (épisode 10)
- John Rhys-Davies (VF : Jean-Claude Sachot) : le conservateur (épisode 10)
- Louis Gossett Jr. : Lloyd Marr (épisode 11)
- Sara Rue : Amy Alleris (épisode 11)
- Lindsay Sloane (VF : Magali Barney) : Melinda, la « Bachelorette » de l'émission Paths of Love (épisode 12)
- Greg Grunberg (VF : Pierre Tessier) : Jay Gianukos, producteur exécutif de cette émission (épisode 12)
- Mike « The Miz » Mizanin : Mario, un participant (épisode 12)
- Wayne Brady : Hilton Fox, le présentateur (épisode 12)
- Mekhi Phifer (VF : Didier Cherbuy) : Drake (épisode 13)
- Jaleel White (VF : Frantz Confiac) : Tony (épisode 13)
- Cheech Marin (VF : Philippe Ariotti) : Deacon Jones (épisode 13)
- Liza Lapira : Tina (épisode 13)
- Jerry Rector (VF : Gilduin Tissier) : Jimmy Brigham (épisode 13)
- French Stewart (VF : Nicolas Marié) : Whip Chatterly, expert en meurtre (épisode 14)
- Glenne Headly (VF : Dorothée Jemma) : Grace Larsen (épisode 14)
- Kate Micucci (VF : Barbara Beretta) : Penny Chalmers (épisode 14)
- Ivana Milicevic (VF : Nathalie Karsenti) : Miss Ivana, la voyante (épisode 15)
- Anthony Anderson (VF : Emmanuel Jacomy) : Thane Woodson (épisode 15)
- Rob Benedict (VF : Fabien Jacquelin) : Mandlebaum, l'avocat de Thane (épisode 15)
- Rob Estes (VF : Maurice Decoster) : Jordan Beaumont (épisode 16)
- Amanda Schull : Thea Summers (épisode 16)

## Production

### Diffusions
Aux États-Unis, cette saison a été diffusée en deux parties du 12 octobre 2011 au 14 décembre 2011 puis du 29 février 2012 au 11 avril 2012 sur USA Network.
Au Canada, la sixième saison est diffusée depuis le 28 mai 2012 sur le réseau Global.

## Liste des épisodes

### Épisode 1:Immunité problématique
- États-Unis : 12 octobre 2011 sur USA Network
- Canada : 28 mai 2012 sur Global
- France : 20 août 2012 sur NT1[2],[3]
- Québec : 25 juillet 2013 sur AddikTV[4]

- États-Unis : 3 millions de téléspectateurs[5] (première diffusion)

- Malcolm McDowell (ambassadeur Fanshaw)
- Polly Walker (Randa)

### Épisode 2:Very Bad nuit
- États-Unis : 19 octobre 2011 sur USA Network
- Canada : 4 juin 2012 sur Global
- France : 21 août 2012 sur NT1[3]
- Québec : 1er août 2013 sur AddikTV

- États-Unis : 2,48 millions de téléspectateurs[6] (première diffusion)

### Épisode 3:Carrément mordus!
- États-Unis : 26 octobre 2011 sur USA Network
- Canada : 11 juin 2012 sur Global
- France : 23 août 2012 sur NT1[3]
- Québec : 8 août 2013 sur AddikTV

- États-Unis : 3,28 millions de téléspectateurs[7] (première diffusion)

- Kristy Swanson (Marlowe)
- Corey Feldman (Thorn)

### Épisode 4:Super héros
- États-Unis : 2 novembre 2011 sur USA Network
- Canada : 18 juin 2012 sur Global
- France : 24 août 2012 sur NT1[3]
- Québec : 15 août 2013 sur AddikTV

- États-Unis : 3,08 millions de téléspectateurs[8] (première diffusion)

- Joey McIntyre (un nouveau policier)
- Miles Fisher (The Mantis)

### Épisode 5:Tous au stade
- États-Unis : 9 novembre 2011 sur USA Network
- Canada : 25 juin 2012 sur Global
- France : 27 août 2012 sur NT1[3]
- Québec : 22 août 2013 sur AddikTV

- États-Unis : 2,45 millions de téléspectateurs[9] (première diffusion)

- Danny Glover (le coach Mel Hornsby)
- Michael Trucco (Cal Eason)
- Wade Boggs (lui-même)

### Épisode 6:Shawn au-dessus d'un nid de coucou
- États-Unis : 16 novembre 2011 sur USA Network
- Canada : 2 juillet 2012 sur Global
- France : 28 août 2012 sur NT1[3]
- Québec : 29 août 2013 sur AddikTV

- États-Unis : 2,46 millions de téléspectateurs[10] (première diffusion)

- Brad Dourif (un millionnaire)
- Molly Ringwald (infirmière McElroy)
- Julianna Guill (Vivian)

### Épisode 7:Mon père cet escroc
- États-Unis : 30 novembre 2011 sur USA Network
- Canada : 9 juillet 2012 sur Global
- France : 30 août 2012 sur NT1[3]
- Québec : 5 septembre 2013 sur AddikTV

- États-Unis : 3,17 millions de téléspectateurs[11] (première diffusion)

- William Shatner (Frank O’Hara)

### Épisode 8:Complètement babas
- États-Unis : 7 décembre 2011 sur USA Network
- Canada : 16 juillet 2012 sur Global
- France : 31 août 2012 sur NT1[3]
- Québec : 12 septembre 2013 sur AddikTV

- États-Unis : 2,7 millions de téléspectateurs[12] (première diffusion)

- Diora Baird (Nicole)
- Diedrich Bader (Eli)
- Carlos Jacott (Geoff)

### Épisode 9:Enfin seuls!
- États-Unis : 14 décembre 2011 sur USA Network
- Canada : 23 juillet 2012 sur Global
- France : 3 septembre 2012 sur NT1[3]
- Québec : 19 septembre 2013 sur AddikTV

- États-Unis : 3,03 millions de téléspectateurs[13] (première diffusion)

- Jason Priestley (Clive, un arnaqueur)
- Jennifer Finnigan (Barbie, une arnaqueuse)
- Tony Hale (patron d'une société d'import / export)
- William Shatner (Frank O’Hara)

- La diffusion de la première partie de saison s'est arrêtée à cet épisode et a repris au début de 2012.

### Épisode 10:Indiana Shawn et le Trésor perdu
- États-Unis : 29 février 2012 sur USA Network
- Canada : 30 juillet 2012 sur Global
- France : 4 septembre 2012 sur NT1[3]
- Québec : 26 septembre 2013 sur AddikTV

- États-Unis : 2,46 millions de téléspectateurs[14] (première diffusion)

- Cary Elwes (Pierre Despereaux)
- Mädchen Amick (Jacqueline Medeiros)

### Épisode 11:À mourir de peur
- États-Unis : 7 mars 2012 sur USA Network
- Canada : 6 août 2012 sur Global
- France : 6 septembre 2012 sur NT1[3]
- Québec : 3 octobre 2013 sur AddikTV

- États-Unis : 2,86 millions de téléspectateurs[15] (première diffusion)

- Louis Gossett Jr. (Lloyd Marr)
- Sara Rue (Amy Alleris)
- Valorie Curry (Rose-Marie Farrow)

- Il y a de nombreuses références à des films d'horreur dans cet épisode tel que Shining (comme le sang, l'enfant dans le couloir, les jumelles, la poursuite de Gus par Lassiter) ; Poltergeist (l'empilement de chaises) ; Evil Dead (la scène du double dans le miroir) ou même Psychose (la scène de la douche) mais aussi à SOS Fantômes (Ghostbusters) ou Rosemary's Baby.
- Le générique a été tourné dans le style des films à frissons des années 1970 et la musique remaniée en version film d'horreur.

### Épisode 12:Les Prétendants
- États-Unis : 14 mars 2012 sur USA Network
- Canada : 10 août 2012 sur Global
- France : 7 septembre 2012 sur NT1[3]
- Québec : 10 octobre 2013 sur AddikTV

- États-Unis : 2,57 millions de téléspectateurs[16] (première diffusion)

- Lindsay Sloane (Melinda, la « Bachelorette »)
- Greg Grunberg (Jay Gianukos, le producteur)
- Mike « The Miz » Mizanin (Mario, un participant)
- Wayne Brady (Hilton Fox, le présentateur)
- Lochlyn Munro (Steve Rollins, le réalisateur)

### Épisode 13:À chœur et à cris
- États-Unis : 21 mars 2012 sur USA Network
- Canada : 15 août 2012 sur Global
- France : 10 septembre 2012 sur NT1[3]
- Québec : 17 octobre 2013 sur AddikTV

- États-Unis : 2,73 millions de téléspectateurs[17] (première diffusion)

- Mekhi Phifer (Drake)
- Jaleel White (Tony)
- Liza Lapira (Tina)
- Cheech Marin (Deacon Jones)
- Kristy Swanson (Marlowe)

### Épisode 14:Un crime peut en cacher un autre
- États-Unis : 28 mars 2012 sur USA Network
- Canada : 22 août 2012 sur Global
- France : 11 septembre 2012 sur NT1[3]
- Québec : 24 octobre 2013 sur AddikTV

- États-Unis : 2,36 millions de téléspectateurs[18] (première diffusion)

- French Stewart (Whip Chatterly, expert en meurtre)
- Glenne Headly (Grace Larson)
- Ivana Milicevic (Miss Ivana)
- Kate Micucci (Penny Chalmers)

### Épisode 15:Juste Cause
- États-Unis : 4 avril 2012 sur USA Network
- Canada : 29 août 2012 sur Global
- France : 13 septembre 2012 sur NT1[3]
- Québec : 31 octobre 2013 sur AddikTV

- États-Unis : 2,64 millions de téléspectateurs[19] (première diffusion)

- Anthony Anderson (Thane Woodson)
- Rob Benedict (Mandlebaum, l'avocat de Thane)

### Épisode 16:Santa Barbara, ton univers impitoyable
- États-Unis : 11 avril 2012 sur USA Network
- Canada : 5 septembre 2012 sur Global
- France : 14 septembre 2012 sur NT1[3]
- Québec : 7 novembre 2013 sur AddikTV

- États-Unis : 2,71 millions de téléspectateurs[20] (première diffusion)

- Rob Estes (Jordan Beaumont)
- Amanda Schull (Thea Summers)
- Lolita Davidovich (Ida Lane)
- Jerry Wasserman (Jack Atwater)